# خیاره دنون
خیاره دنون (به عربی: خيارة دنون) یک روستا در سوریه است که در منطقه مرکز ریف دمشق واقع شده‌است.
 خیاره دنون  ۳٬۶۴۵ نفر جمعیت دارد.